# Парікрама

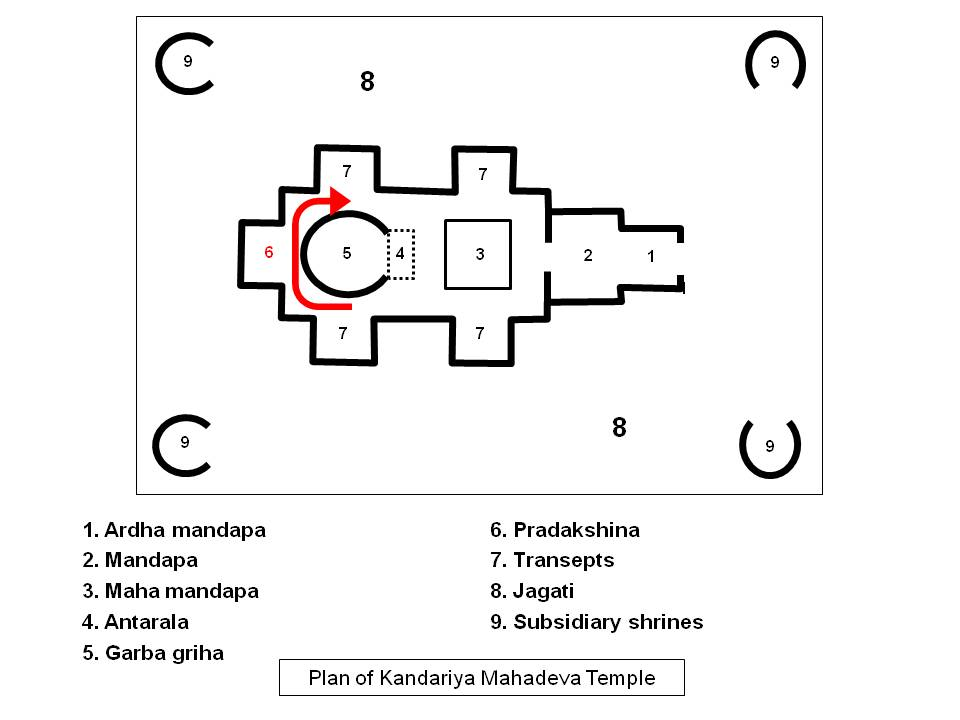
Візуальне представлення парікрами

Парікрама (санскр. परिक्रमपरिक्रम, parikrama IAST, «мандрівка»), тибетська назва— ко́ра (Вайлі: skor ba) — ритуальний обхід навколо будь-якої святині в
індуїзмі та буддизмі.
Санскритський термін парікрама (санскр. परिक्रमपरिक्रम) в буквальному перекладі означає «шлях навколо чогось». В основному використовується в відношенні
мурті чи святих місць паломництва. Вчинення парікрами є символічною молитвою. Більшість
індуїстських храмів включають один або кілька доріжок для здійснення парікрами. Зазвичай основний шлях парікрами веде навколо головного вівтаря храму, а решта - навколо другорядних вівтарів. Інші доріжки парікрами часто концентричними колами обходять основний вівтар. Стежки і дороги парікрами також пролягають навколо цілих сіл і міст, пролягаючи на багато кілометрів, і на вчинення подібних парікрам іноді йде по кілька годин або навіть днів. Так, парікрами (кора) навколо священної гори
Кайлас в Тибеті довжиною 53 км. займає 3 дні шляху.
Инша назва — «прадакшина» (pradakshîna IAST — «направо»). З цим найменуванням може асоціюватися також і особливий індійський спосіб вітання, який полягає в тому, що той, хто вітає, обходить кругом того, кого вітає, так, щоб він увесь цей час знаходився праворуч.